# 巴氏半線脂鯉
巴氏半線脂鯉（學名：Hemigrammus barrigonae），俗名綠線王子燈，為輻鰭魚綱脂鯉目脂鯉亞目脂鯉科的其中一個種，為熱帶淡水魚，分布於南美洲奧里諾科河流域，本魚體呈橢圓且側扁，眼大，吻圓鈍，體色銀色帶有綠色金屬光澤，體中央有一條黑色縱帶，背鰭檸檬黃，尾鰭及臀鰭橘紅色，臀鰭基部有一黑色線紋，體長可達4公分，棲息底中層水域，生活習性不明，可做為觀賞魚。

## 扩展阅读
- 維基物種上的相關：巴氏半線脂鯉